# أسماء الشام

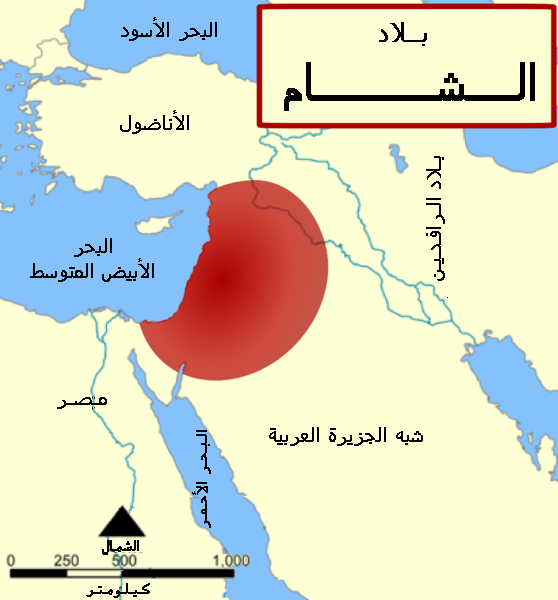
بلاد الشام

استعملت كلمة شام للإشارة لمدينة دمشق فهي أحد اسمائها الكثيرة والاسم المرادف لها على مر العصور كما استخدم اسم شام شريف الذي أطلقه عليها العثمانيون تقديسًا لها واسم قصبة الشام الذي استعمله عدد من المؤرخين والجغرافيين المسلمين وجلق الشام الذي أطلقه الغساسنة وشامة الدنيا والشام العدية والشآم والفيحاء والكثير من الأسماء التي اطلقت عليها خلال التاريخ المدون وهي المركز والعاصمة لأقليم بلاد الشام الذي يمثل أماكن مختلفة من منطقة غربي أسيا التي تشمل في يومنا هذا بلاد سوريا وما حولها سوريا، فلسطين، لبنان والأردن وهذا الاسم طبق على المنطقة التي تشمل هذه المناطق والتي تعرف باسم بلاد الشام.

## أصل التسمية
هناك العديد من التفاسير حول أصل ومعنى كلمة «الشام». يذكر بعض الباحثين ان اسم «شام» منسوب إلى سام بن نوح الذين أستوطنوا المنطقة وبنى مدينة دمشق. كما وردت كـ «شأم»، و«شآم»، وهي تذكر وتؤنث، لكن التسمية للمؤنث. وتعني الشامة السوداء التي تظهر على الجلد. سميت تلك المناطق ب بلاد الشام التي تشمل سوريا، فلسطين، لبنان، الأردن لكثرة قراها وتداني بعضها من بعض، فشبهت بالشامات. كما قد تكون من الشُّؤمى أي الطرف الأيسر. كما قد تكون شامَ: أي النظر إِلى السَّحَابَ والبرقَ لكي يتحقق أين يكون مطَره، وقد يكون للدلالة إلى المنطقة الشمالية التي تلب المطر إلى الصحراء العربية. كما يمكن أن يكون مصدرها كلمة شم: أي استعمال حاسة الشم، وقد تكون استعملت على أساس أن المنطقة مليئة بروائح العطور خاصة من شجر الأرز.
والأفضل أن أصلها «سام» على اسم سام بن نوح، وبدلوا نطق السين إلى شين
يعني اسم شام أيضا المكانة المرتفعة.
ومن الجانب الديني يُطلق على الشام بهذا الاسم لأنها شِمال (يسار) الكعبة، كما أُطلق على اليمن هذا الاسم لأنها يمين الكعبة.

## أسماء منطقة الشام
كان في بعض الأحيان يطلق أكثر من اسم واحد على منطقة غربي أسيا أحيانا وجد اسمين أو أكثر منها لنفس الفترة. تنبع هذه الأسماء كنتيجة طبيعية من مختلف الثقافات والطوائف. بعض من أسماء بلاد الشام هي مسيسة. واما الاسم (بالإنجليزية: Levant)‏ التي تعني ببساطة «المشرق» أو «حيث ترتفع الشمس» أو «الأرض التي ترتفع عن البحر»، واطلق اسم " syria" «سوريا» على المنطقة الواقعة شرق شاطئ البحر الأبيض المتوسط.وكان أهل نجد يسمون بلاد الشام «الغربية»، لأنها في جهة الغرب عندهم وفلان امْغرِّب أي مسافر لتلك البلاد.

## بادية الشام
بادية الشام أو وهي بادية وصحراء (في كثير مناطقها). تقع جنوب شرق سوريا وتضم شرق الأردن وجنوبه وغرب العراق وشمال السعودية من ناحية مدينة دومة الجندل وتغطي مساحة 518.000 كم مربع.
يسمى القسم الجنوبي الأوسط منها «الحماد» وسماها الرحالة بالصحراء السورية ً.

## كنعان
- بالكنعانية: כְּנַעַן
- بالعبرية: כנען
- بالسريانية: Kinahnu
- باليونانية: Χανααν
- باللاتينية: Canaan
- بالتركية: Kenan

كانت تسمى أرض كنعان، وسكانها الاصليون هم الكنعانيون من العماليق.
الذين تحدثوا اللغة الكنعانية في بلاد الشام وفلسطين وفي موانئ البحر الأبيض المتوسط، كما أطلقوا على أنفسهم وأرضهم اسم كنعان.

## فينيقية
- بالإنجليزية:Phoenicia
- باليونانية: Φοινίκη
- باللاتينية: Phœnicia
- بالعبرية: פיניקיה
- بالتركية: Finike

## بلاد آرام
يمكن العثور على أقدم دليل على آرام كاسم لمنطقة أو مكان في نقش للملك الأكدي نارام سين في القرن الثالث والعشرين قبل الميلاد، كان التطور اللاحق لبلاد آرام دائمًا مصحوبًا بتأسيس دول المدن الآرامية الصغيرة، والتي توسعت بشكل منفصل جغرافيًا عن بعضها البعض. لذلك، لا يمكن التحدث عن دولة أرام في حد ذاتها. وفقًا لذلك يجب فهم الترتيبات المختلفة للدول الأخرى. وبالتالي، فإن وصف بلاد آرام أكثر ملاءمة كدول مدينة تابعة، والتي تمثل وحدات أستيطان منطقة آرام.
- الاسم المصري للمنطقة داخل سوريا وحولها: دعا الملك المصري كامس الهكسوس أريمو / أرامو البائسين. في التدوين حتى المملكة الجديدة، جرى استعمال العين أو ألف  بدلًا عن الراء. التدوين المصري الأصلي يكتب A³mu.[3] غالبًا ما يظهر هذا التعبير بشكل غير صحيح بصيغة Aamu.
- تسمية الدولة الآشورية لاتحاد المملك الصغيرة في منطقة دمشق. في النقوش، تمت الإشارة إلى هذه المنطقة أيضًا باسم بلد سائق الحمار.
- اسم الدولة الذاتي للملك الآرامي حزائيل حوالي 840 قبل الميلاد. ق.م للمنطقة المحيطة بدمشق.
- نقش البريج: النقش مقدم للإله ملقرت. وقد ظن أغلب الباحثين الذين تعاطوا مع النقش وفق قراءة وترجمة الباحث الفرنسي دوناد، أن اسم برهدد يحيل إلى أحد ملوك مملكة آرام دمشق، إلا أن قراءة وترجمة الباحث الأمريكي بيتارد بينت أنه شخص مختلف. كذلك يبين النقش أن دلالة اسم آرام لا يقتصر على مملكة آرام دمشق، بل إلى جميع مناطق سيادة الآرامين في شمال بلاد الرافدية وبلاد الشام.[4]
- نقش السفيرة: هو نص معاهدة باللغة الآرامية بين برجايه ملك كتلك ومتيع ايل ملك ارفاد، كتب في أواسط القرن الثامن ق.م، يرد في النقش تعابير كل آرام، وملوك آرام العليا والسفلى[4]

## لبنان
- في اللغة الأكدية: «لبان».
- في اللغة الأشورية والبابلية: «لبلانا» و«لبلاني» و«نبلاني» و«لبنانو»
- في اللغة الارامية: «لبنون».
- في اللغة الفينيقية: «لبنون».
- في اللغتين اليونانية والرومانية: «ليبانوس».
- في العربية: "لُبْنان
- في الأنكليزية: «ليبانون».
- في الفرنسية: «ليبان».
- في اللغة المصرية الفرعونية: «رمنن» و«ربرن».

## سورية
قديما أطلق اليونانيون اسم فينيقيا على كل سوريا وكنعان. أما اليوم توافق جمعية شركاء الوطن الفينيقي السليم على أنها شمال غرب المنطقة الساحلية من بلاد الشام، التي تركزت في المدن الفينيقية وهي في وقتنا الحاضر أوغاريت وارواد وصور وطرطوس وعمريت وصيدا وجبيل. وهي تابعة الآن لساحل سوريا ولبنان. أيضا هناك مدينة في تركيا حاليا تنسب على أنها فينيقية حيث يعتقد انها مستمده من اسم Lycians وهو اسم لتاجر كان يتاجر مع الفينيقيين في العصور القديمة.

### آشور / اسوريا
يرتبط اسم آشور ب سوريا وقد كانت تمثل الجزء الشرقي من الشرقي من سورية وعرف ب آشور أو asyria
- بالإنجليزية: Assyria
- بالكنعانية: אַשּׁוּר
- بالعبرية: אשור

### سوريّة
- بالإنجليزية: Syria
- بالفرنسية:syrie
- بالعبرية: סוריה
- باليونانية: Συρια
- بالتركية: Suriye
- بالفارسية: Suriye
- بالعربية «سورية» - «سوريا»

أثناء حكم اليونان والرومان جاءت تسمية هذه المنطقة كامل بلاد الشام بسوريا، يعتقد انها كانت تحمل اسم آشور " ASSYRIA " وباللغة الارامية السورية القديمة والتي انتشرت في المنطقة برمتها. وقد استخدم اسم «سورية الكبرى» إلى المنطقة مجتمعة، وعرفت سوريا الحالية وكامل المنطقة المحيطة بها عبر التاريخ بتسميات عديدة مجتمعة على وحدة إقليمية وتسمية شاملة هي سوريا.

## فلسطين
- بالإنجليزية: Palestine
- باليونانية: Παλαιστινα
- باللاتينية: Palæstina
- بالعبرية: פְּלֶשֶׁת, פָּלֶשְׂתִינָה, פָלַסְטִין
- بالتركية: Filistin

كان المؤرخ الإغريقي هيرودوت (القرن الخامس قبل الميلاد) يشير إلى الجزء الجنوبي من سورية باسم «سوريا پلستينا»[بحاجة لمصدر]. على ما يبدو من مقارنة مؤلفات هيرودوت بالعهد القديم (التوراة)، استمد هيرودوت اسم «پلستينا» من اسم «پلشت» الذي أشار إلى الساحل الجنوبي من بلاد الشام، بين مدينتي يافا ووادي العريش تقريبا. بالأصل، كان اسم «پلشت» اسم شعب قديم من شعوب البحر الذي غزا هذه المنطقة في نهاية القرن ال13 ق.م. وأقام بعض المدن المستقلة فيها. في القرن الثاني للميلاد تبنى سلطات الإمبراطورية الرومانية اسم «پلستينا» كاسم المحافظة التي كانت تعرف من قبل باسم «يهودا» (Iudea). حدث هذا التغيير بعد تمرد اليهود الفاشل بالإمبراطورية. استمر الاسم باعتباره اسم إقليم من البيزنطيين وفي أيام العرب لبس صيغة فلسطين وبدأت الإشارة إلى سكان المنطقة باسم فلسطينيون. اليوم يشير لقب فلسطينيون إلى العرب من بين سكان المنطقة.

## الشام
هناك عدة نظريات حول مصدر كلمة الشام وهي حسب التسلسل التاريخي للمصدر
- إنها مشتقة من الشخصية التوراتية سام بن نوح أي أرض أبناء سام بن نوح والاسم يلفظ بالسريانية شام. وتذكر بعض الروايات ان سام بن نوح هو باني مدينة دمشق والذي يطلق عليها شام فتعرف مدينة دمشق بين سكان بلاد الشام باسم الشام.
- سبب التسمية يعود لهجرة بني كنعان إليها.
- إنها مأخوذة من الشمال، حيث تقع على شمال الكعبة، بعكس اليمن التي تقع على يمين القبلة.
- طبيعة أرض بلاد الـشام (لا يوجد مصادر تحدد التاريخ) حيث تعد منطقة الشام أرض أقدم الحضارات.
  - في القاموس المحيط «(الشَّأمُ): منطقة عن مَشْأمَةِ القِبْلَةِ وسُمّيَتَ لذلك أو لأنَّ قَوماً من بني كَنْعانَ تَشاءَموا إليها أي تَياسَروا أو سُمِّيَ يِسامِ بنِ نُوحٍ فإِنَّه بالشينٍ بالسُّرْيانِيَّةِ أو لأنَّ أرْضها شاماتٌ بيضٌ وحُمْرٌ وسودٌ وعلى هذا لا تهْمَزُ» موقع صخر المعاجم العربية القاموس المحيط.
  - في لسان العرب «بلاد الشام منطقة عن مشأَمة القبلة سُمِّيَت بهِ لذلك. أو لأن قومًا من بني كنعان تشاءَموا إليها أي تياسروا. أو سُمِّيَت باسم سام بن نوح فإنهُ بالشين بالسريانيَّة. أو لأن أرضها شاماتٌ بيض وحمر وسود. وعلى هذا لا تُهمَز وهي مؤَنَّثة وقد تُذكَّر» موقع صخر المعاجم العربية لسان العرب.
  - أيضا في موسوعة الإسلام «بلاد الشام منطقة عن مشأَمة القبلة سُمِّيَت بهِ لذلك».
  - عاصمة بلاد الشام دمشق والتي تسمى شام أو الشام.

## Levant
أطلق الإيطاليون في العصور الوسطى تسمية Levant على سوريا وكامل الساحل الشرقي للبحر الأبيض المتوسط والتي هي بلاد الشام، وتعني بالإيطالية مكان شروق الشمس «شمس». وقد اتخذ من الإيطالية والفرنسية إلى لغات كثيرة أخرى منها التركية والإنجليزية.

## الأراضي المقدسة
- بالإنجليزية: Holy Land
- بالعبرية: ארץ הקדש
- باللاتينية: Terra Sancta

الاراضي المقدسة هو مصطلح حيادي مستخدم في الديانات المسيحية واليهودية للإشارة إلى فلسطين، ولكن أيضا كثيرا ما يستخدم تاريخيا اسم كنعان للإشارة إلى بلاد الشام ككل. (علما بأن هذا المصطلح في الإسلام لا يشير فقط إلى بلاد الشام، وانما إلى المنطقة العربية.

## إسرائيل
- بالإنجليزية: Israel
- بالكنعانية: יִשְׂרָאֵל
- بالعبرية: ישראל
- باليونانية: Ισραηλ
- باللاتينية: Israël
- بالتركية: İsrail

على مدى أكثر من مائة عام تاريخيا، ومملكة إسرائيل تحت حكم داوودالملك وسليمان الحكيم وكانت تمثل الأغلبية من أرض فلسطين، ولكن لا تشمل أكثر من فلسطين والأراضي الساحلية. بعد وفاة الملك سليمان انقسمت إلى مملكة إسرائيل الشمالية، ومملكة يهوذا الجنوبية. واليوم في وقتنا الحاضر يدّعي بعض الإسرائيليين مفهوم «إسرائيل الكبرى» وهي منطقة أكبر من ذلك.

## ريتجينو
أطلق قدماء المصريين على منطقة بلاد الشام اسم رتنو ريتجينو.